# Джеймс Френсіс Едвард Стюарт
Джеймс Френсіс Едвард Стюарт (англ. James Francis Edward Stuart; нар. 10 червня 1688, Лондон — пом. 1 січня 1766, Рим) — він же Джеймс Старий Претендент (англ. James the Old Pretender ), шевальє де Сен-Жорж (фр. Chevalier de St. George єдиний син Якова II і Марії Моденської, претендент на англійський престол під ім'ям Якова III (James III) і на шотландський під ім'ям Якова VIII (James VIII). Він сам і його прихильники вважали його королем протягом замалим не 64 років — тобто довше, ніж будь-який британський монарх царював реально, крім Єлизавети II, що побила цей рекорд 23 травня 2016 року (не набагато менше в 1837 — 1901 роках правила королева Вікторія).

## Життєпис

### Перед "Славною революцією"
Вступивши на престол у 52-річному віці Яків II до цього часу не мав законних синів (всі п'ятеро хлопчиків, що народилися від його двох шлюбів, померли в ранньому дитинстві). Англійська протестантська опозиція сподівалася, що після смерті католика Якова II престол перейде до однієї з його двох дорослих дочок від першого шлюбу, Марії або Анни Стюарт, які були виховані в протестантизмі і одружена з протестантськими принцами — відповідно Вільгельмом III Оранським і Георгом Данським. Однак народження 10 червня наслідного принца Джеймса, принца Уельського, зруйнувало всі плани на мирне врегулювання конфлікту і зробило реальною перспективою повернення католицизму як панівної релігії.
30 червня за юліанським (10 липня за григоріанським літочисленням) група дворян («Безсмертна Сімка»), очолювана Джоном Черчиллем, у таємному листі закликала принца Вільгельма Оранського і його армію в Англію — на англійський престол, щоб захистити протестантську віру.

### Під час«Славної революції»
5 листопада Вільгельм висадився на англійському узбережжі. Ряд протестантів, включаючи дочку Якова Анну, приєдналася до нього. Попри чисельну перевагу своєї армії, Яків II не віддає наказ відбити вторгнення, а 11 листопада втікає до Франції. По дорозі він викинув у Темзу Велику державну печатку. Захоплений в Кенті, він був поміщений під охорону голландської гвардії.
Після смерті Якова II у 1701 році Франція, Іспанія, Папа Римський і герцоги Парми та Модени відкрито визнали 13-річного принца Уельського королем, а англійський парламент оголосив його державним зрадником.
Під час війни за іспанську спадщину Яків сподівався захопити за допомогою Людовика XIV втрачений батьком престол. У 1708 році французький флот із 32 великих кораблів покинув Дюнкеркську гавань, везучи претендента і війська до шотландських берегів, але змушений був повернутися назад, не досягнувши мети.
Пізніше Яків боровся в рядах французьких військ; але за Утрехтським миром 1713 року Франція повинна була визнати протестантську династію в Англії і внаслідок цього видалити претендента. Після сходження на престол Георга I в Шотландії вибухнуло повстання: восени 1715 року від 10 до 15 тисяч озброєних якобітів під командуванням графа Мара проникли до Англії, але зазнали поразки біля Престона.
Водночас претендент майже без свити з'явився в Шотландії, і 27 січня 1716 року був коронований в Скунаі, під ім'ям Якова VIII. Однак незабаром був змушений втікати на континент. Дорога назад до Франції йому була закритою. Після смерті у вересні 1715 року Людовика XIV уряд очолив регент Філіп II Орлеанський, який став розглядати підтримку британського претендента як досить обтяжливу.

### Шлюб і сімейне життя
3 вересня 1719 року Джеймс одружився з Марією Клементиною Собеською. Подружжя запросив жити в Рим Папа Римський Климент XI, який виділив їм палац у місті (палаццо Муті) і віллу. Католицька церква також надала їм  12 тис. крон щорічної допомоги з папської скарбниці.
У цьому шлюбі народилося двоє синів:
- Карл Едвард Луї Філіп Казимир Стюарт (1720—1788), або «Красунчик принц Чарлі», одружився з Луїзою Столберг-Гудер.
- Генрі Бенедикт Марія Клемент Томас Френсіс Ксав'єр Стюарт (11 березня 1725 — 13 липня 1807), пізніше відомий як кардинал герцог Йоркський, ніколи не одружувався.

Після народження молодшого сина Марія залишила сім'ю і пішла в монастир, де згодом померла. Причиною розриву подружжя стала зрада Джеймса.

### Остання спроба
Тільки в 1727 році, після смерті Георга I, Джеймс зважився знову спробувати щастя. Підтримуваний Папою Римським, він вирушив до Генуї, щоб звідти переправитися до Англії, але незабаром переконався в нездійсненності свого плану.
Під час Другого якобітського повстання (1745–1746) вождем змовників був вже не постарілий Джеймс, а його син Карл Едвард.
Джеймс Френсіс Стюарт помер у Римі в 1766 році. Він похований в римському Соборі Святого Петра. Після його смерті папство визнало ганноверських монархів Великої Британії.

## Цікаві факти
- З ім'ям Джеймса Френсіса Едварда Стюарта і його анонімним перебуванням на костюмованому маскараді «Les Fêtes de l'Inconnu» в 1714 році пов'язується деякими мистецтвознавцями одна з версій походження назви п'єси «Les Barricades Mystérieuses» французького композитора Франсуа Куперена для клавесина.